# Jadwisin (powiat łukowski)
Jadwisin – wieś w Polsce położona w województwie lubelskim, w powiecie łukowskim, w gminie Łuków.
W latach 1975–1998 miejscowość należała administracyjnie do województwa siedleckiego.
Wieś stanowi sołectwo w gminie Łuków. Według Narodowego Spisu Powszechnego z roku 2011 wieś liczyła 151 mieszkańców.
Wierni Kościoła rzymskokatolickiego należą do parafii Podwyższenia Krzyża Świętego w Łukowie.

## Położenie fizycznogeograficzne
Jadwisin leży na Równinie Łukowskiej w strefie płaskiego działu wodnego między zlewniami małych cieków wodnych – Stanówki i Samicy. Przepływają one przez sąsiednie wsie.

## Położenie komunikacyjne i infrastruktura

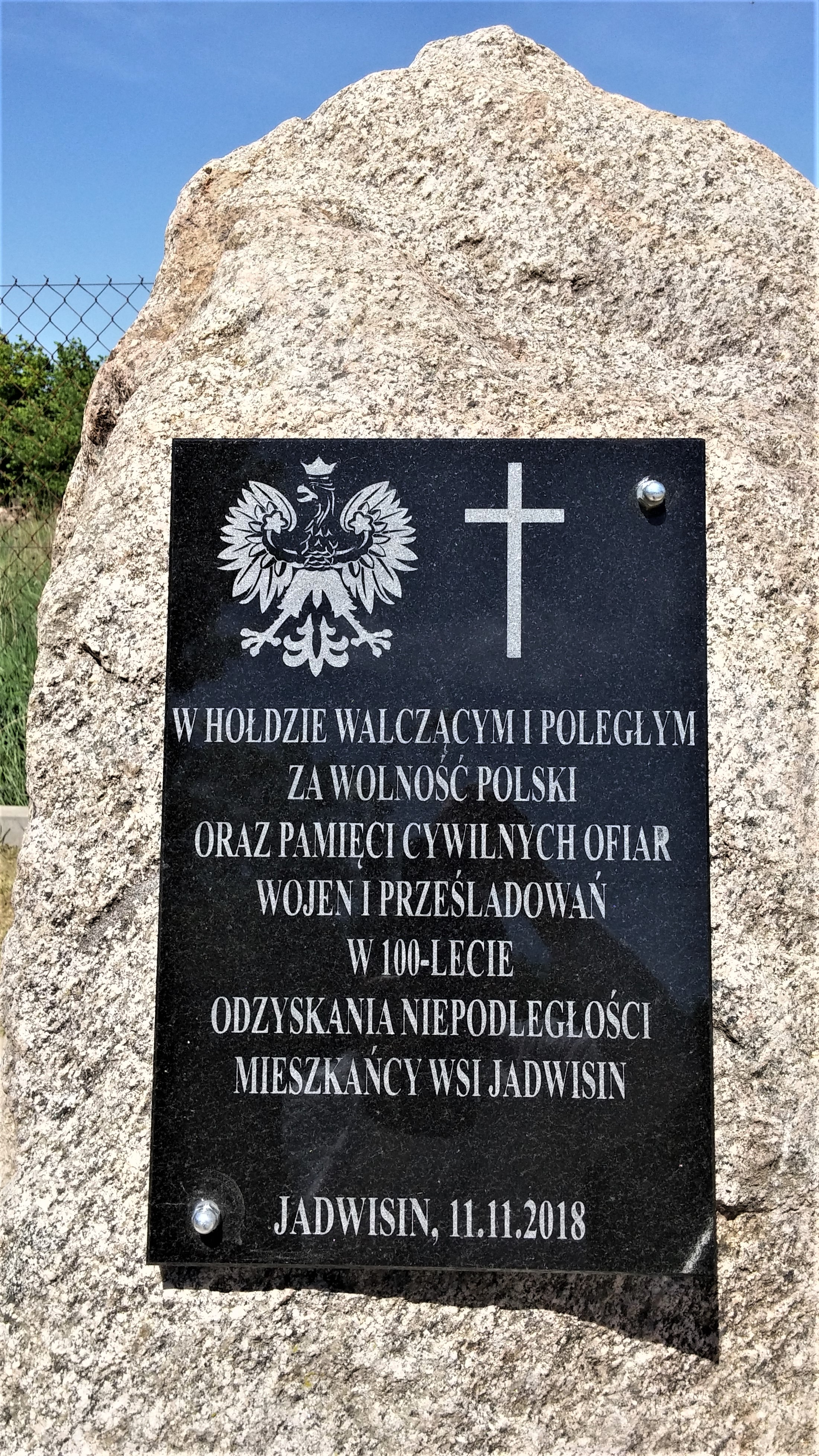
Tablica pamięci odsłonięta z okazji 100-lecia odzyskania przez Polskę niepodległości

Jadwisin to niewielka wieś sołecka, położona 7–8 km w linii prostej od centrum Łukowa w kierunku południowo-południowo-wschodnim. Przez teren Jadwisina wzdłuż jego granicy z Gołąbkami przebiega prawie półtorakilometrowy odcinek drogi krajowej nr 63. Na szosie, niespełna kilometr od drogi przez wieś (bliżej zabudowań Gołąbek), jest zlokalizowany przystanek autobusowy Gołąbki (także dla komunikacji dalekobieżnej). Od tej szosy, od strony Gołąbek, przez Jadwisin prowadzi droga powiatowa o nawierzchni bitumicznej, do Malcanowa, posiadająca dalej połączenie z wsią Świdry. Droga ta łączy się z drogą przez wieś pod kątem ostrym. W środku wsi znajduje się przystanek lokalnych autobusów PKS z Łukowa. Budynek dawnego punktu skupu mleka i sklepu, dzięki Urzędowi Gminy, został latem i jesienią 2008 r. przebudowany na świetlicę wiejską i zmodernizowany, wraz z otoczeniem, przy zaangażowaniu mieszkańców. Tym samym przywrócone zostało jego pierwotne przeznaczenie (ponadto urządzono zaplecze kuchenne oraz plac zabaw). W 2019 r. przy świetlicy wybudowano między innymi urządzenia do ćwiczeń na świeżym powietrzu, zwane siłownią, sfinansowane z budżetu Gminy Łuków i rządowego programu Ośrodki Społecznej Aktywności.
Asfaltową drogą z Gołąbek do Malcanowa przez skrzyżowanie na początku lipowej alei przebiega trasa rowerowa – odcinek Szlaku Ziemi Łukowskiej.

## Z dziejów

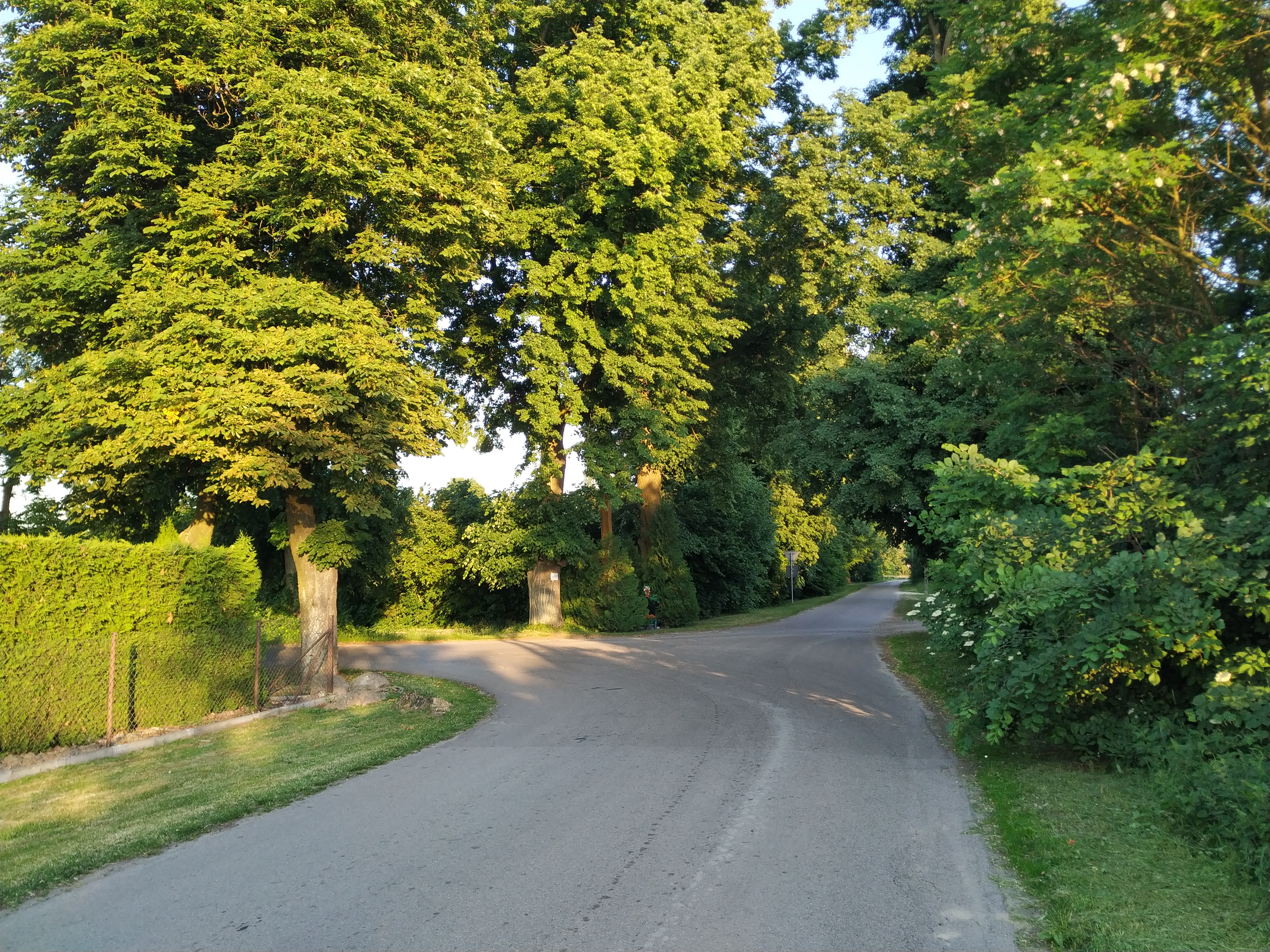
Skrzyżowanie na początku lipowej alei

W ostatniej ćwierci XIX wieku Jadwisin był awulsem dóbr Domaszewnica, czyli folwarkiem bez włościan oddalonym od głównej siedziby majątku. Przy obecnej drodze do wsi znajdowała się cegielnia, która dostarczała cegły na potrzeby miejscowe, a częściowo na sprzedaż.
Układ głównych dróg wsi oraz pozostałość dawnego zadrzewienia w przy skrzyżowaniu są dziedzictwem folwarku Jadwisin ze schyłku XIX wieku.
Przy ulicy wiejskiej prowadzącej w kierunku południowo-wschodnim zachowały się w dużym stopniu dwa rzędy lip drobnolistnych – razem 15 drzew o wysokości około 15 m, z których największe osiągają obwód prawie 4 m. Jest to pozostałość zabytkowej alei, proponowany pomnik przyrody.

## Występowanie innych miejscowości o tej nazwie
W Polsce jest 6 miejscowości podstawowych o nazwie Jadwisin, w tym 5 wsi i 1 kolonia. Ponadto 6 integralnych części miejscowości nosi nazwę Jadwisin, w tym jedna z nich to część miasta, pozostałe to części miejscowości wiejskich. W woj. lubelskim znajduje się jeszcze jedna wieś Jadwisin. W dawnym podziale administracyjnym jeszcze inna wieś Jadwisin należała do woj. siedleckiego. Najbardziej znany jest Jadwisin położony w pow. legionowskim, zwany czasem Jadwisinem koło Warszawy.